# 朱厚爖
嘉興王朱厚爖（16世纪—1575年），是明朝淮莊王朱祐楑庶七子。明朝第一代嘉興王。

## 生平
嘉靖二十四年（1545年）十二月，明世宗遣武靖伯趙國斌等為正使，翰林院編修高拱等為副使，持節冊封朱厚爖（1546年）為嘉興王。次年，受封。四十五年（1566年）四月，遣忻城伯趙祖征等為正使，翰林院編修李自華等為副使，持節冊封兵馬指揮龔鑾的女兒為嘉興王妃。
万历三年（1575年）逝世，《鄱陽縣誌》記載朱厚爖安葬于鄱阳县博士湖（今鄱阳县双港镇博士湖）。
因朱厚爖、岷府建德王朱定𤈍、周府博平王朱睦柯、鄢陵王朱睦枸、奉新王朱勸𤈪、儀封王朱在鑾、代府棗強王朱充燤、晉府義寧王朱慎鑠、榮府富城王朱厚𤉷、趙府平鄉王朱厚燝、靖遠伯王學詩、清平伯吳家彥、太子太保尚書兼文淵閣大學士趙貞吉先後病故，在禮部请求下，万历四年（1576年）十二月，明神宗輟朝一日，不鳴鐘鼓，服淺淡色，文武百官各自按例着素服角帶上朝。
因朱厚爖二子朱載埛、朱載垃一係擅婚所生，一係濫妾所生，按例都不能承襲王位。万历五年（1577年）十二月，礼部商议郡王祭祀不可断绝，如果仅给口糧，以庶人奉郡王祀，不合礼法，想降封朱載埛為奉國將軍，日後只許嫡长子、庶長子各一人分别以應授官爵奉祀，不許奏請承襲王爵，其餘仍按擅婚所生事例处理，不得請封，获准。最终朱載埛降封辅国将军奉祀，嘉兴国除。但后来朱厚爖的曾孙仍然在明末复封嘉兴王。